# Boavista Futebol Clube (Cap-Vert)
Pour les articles homonymes, voir Boavista Futebol Clube et Boavista.
Ne pas confondre avec le Boavista FC, club de football du Portugal
Maillots

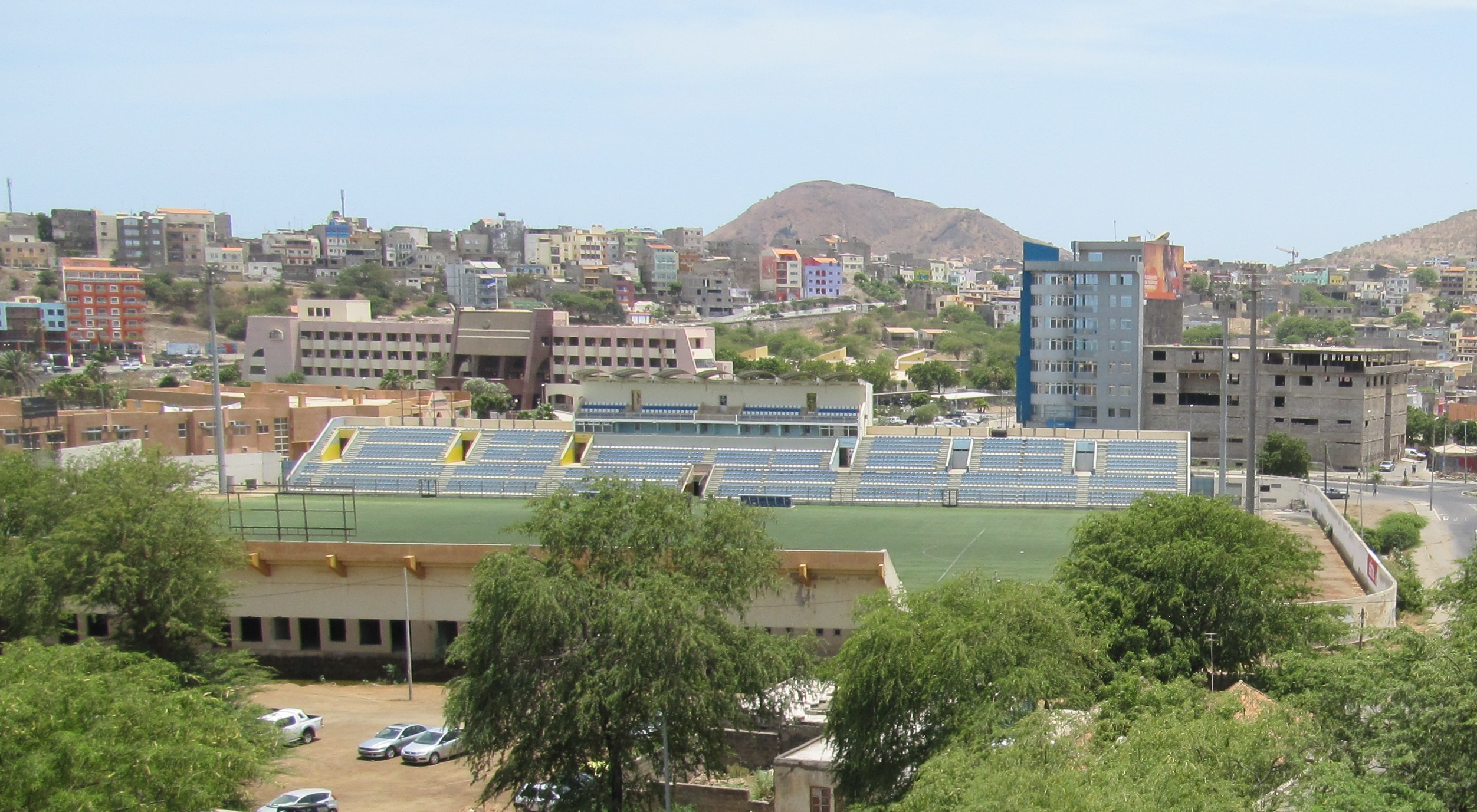
Stade de Várzea, maison de Boavista de Praia

Le FC Boavista da Praia (en créole cap-verdien FK Boavista ou FK Boabista ou Boavista Futibol Klubi) est un club cap-verdien de football basé à Praia. Le logo est celui du Boavista, un club de l'élite portugais.

## Histoire
- 1939 : année de fondation

## Palmarès
Le palmarès indique les titres obtenus avant et après l'Indépendance :
- Championnat du Cap-Vert de football (5)
  - Vainqueur :  1963, 1988, 1996, 2010, 2024
  - Finaliste : 1993

- Coupe du Cap-Vert de football (2)
  - Vainqueur : 2009 et 2010

- Championnats de l'île de Santiago (4) 
  - Vainqueur : 1993 et 1995, Sud : 2011 et 2015

- Tournoi d'ouverture de l'île de Santiago (Sud) (1)
  - Vainqueur : 2003

- Coupe de Praia (1)
- Vainqueur en 2008/09, 2009/10, 2010/11, et 2014/15

- Super Coupe de Praia (1)
- Vainqueur en 2015

## Performance dans les compétitions de la CAF

### Ligue des champions de la CAF
1 participation
Ligue des champions de la CAF 1996 - Premier Tour
Boavista - ASC Sonalec (Mauritanie), tournoi abandonné
Boavista - JS Kabylie (Algérie) 4-1 (aggregate)

### CAF Cup
1 participation
2001: Tour Préliminaire
Boavista FC - Diamond Stars FC (Sierra Leone) 4-5 (aggregate)

## Bilan saison par saison

### Competition national
|      | Groupe | Positions | Points | Journées | V | N | D | B.M. | B.P. | Diff. |
| 2010 | 1A     | 1         | 8 pts  | 5        | 2 | 2 | 1 | 15   | 8    | +7    |
| 2011 | 1B     | 3         | 7 pts  | 4        | 2 | 1 | 1 | 9    | 4    | +5    |
| 2015 | 1B     | 2         | 12 pts | 5        | 4 | 0 | 1 | 14   | 4    | +10   |

### Competition regional
|         | Groupe | Positions | Points | Journées | V  | N | D | B.M. | B.P. | Diff. |
| 2011-12 | 2      | 2         | -      | -        | -  | - | - | -    | -    | -     |
| 2010-11 | 2      | 1         | -      | -        | -  | - | - | -    | -    | -     |
| 2013-14 | 2      | 4         | 31 pts | 18       | 9  | 4 | 5 | 29   | 21   | +8    |
| 2014-15 | 2      | 1         | 43 pts | 18       | 13 | 4 | 1 | 37   | 14   | +23   |

## Anciens joueurs
- Babanco
- Kiki Ballack (2000s)
- Fufuco
- Gegé
- Kuca (2009-2010)
- Nilson Tavares
- Moía Mané, 2000s
- Mustapha Sama, 1999/2000

## Entraineurs
| Nom                  | Nationalité | An(s)                          |
| -------------------- | ----------- | ------------------------------ |
| Janito               | Cap-Vert    | après 2012                     |
| Humberto Bettencourt | Cap-Vert    | 2013-2013/4                    |
| Nelito Antunes       | Cap-Vert    | 2013/14-septembre 2015         |
| Joel de Castro       | Portugal    | 23 septembre 2015-octobre 2016 |
| Nelito Antunes       | Cap-Vert    | octobre 2016-janvier 2017      |
| Humberto Bettencourt | Cap-Vert    | depuis janvier 2017            |